# Xia Yu
Xia Yu (né le 28 octobre 1976) est un acteur chinois.

## Biographie
Xia Yu est né le 28 octobre 1976 à Qingdao, dans la province du Shandong. Son père, initialement acteur, est ensuite devenu peintre. Xia a été initialement découvert par Jiang Wen qui l'a retenu pour son film semi-autobiographique Yangguang Canlan de Rizi(1994). Bien qu'il ait été choisi en partie à cause de sa ressemblance avec un jeune Jiang, la performance de Xia dans le rôle d'un jeune renégat a conquis le public . Il a été propulsé à la célébrité internationale après avoir remporté le prix du meilleur acteur du Festival de Venise (le plus jeune acteur à avoir remporté ce prix dans l'histoire du festival), du Festival international du film de Singapour et lors des Golden Horse Film Festival and Awards.
Xia voulait étudier le théâtre après son premier film, il a été accepté à l'Académie centrale d'art dramatique de Pékin. Après y avoir terminé ses études, Xia est resté actif dans le cinéma chinois et la télévision, apparaissant dans de nombreux films et séries télévisées,. Le second film de Xia, Shadow Magic, a démontré son talent d'acteur et lui a valu une nomination au meilleur acteur au Festival international du film de Tokyo. Les films précédents dans lesquels il a été crédité incluent Roots and Branches et  Where Have All the Flowers Gone (2002). Parmi ses films ultérieurs, The Law of Romance (2003) lui a valu un Golden Rooster Award du meilleur acteur et Waiting Alone (2005) lui a valu le prix du meilleur acteur au Festival du film étudiant de Pékin. Avec cinq titres de meilleur acteur dans des festivals de cinéma internationaux, Xia Yu a été nommée parmi les quatre meilleurs jeunes acteurs chinois. Comme beaucoup d'autres acteurs en Chine, Xia Yu a aussi une longue carrière télévisuelle, apparaissant dans des émissions telles que  Records of Kangxi's Travel Incognito,  Classical Romance et Sky Lovers. La plupart des rôles TV de Xia ont été secondaires jusqu'à ce qu'il soit choisi pour jouer dans Le Plus laid du monde, où il incarnait Liu Baoshan, un génie de la dynastie Qing qui a abandonné l'opportunité de devenir un officiel pour devenir un clown. Mis à part les productions locales, Xia a également joué dans deux films hollywoodiens : China: The Panda Adventure (2001) et The Painted Veil (2006). Xia a également joué aux côtés de Shilpa Shetty dans le film indien The Desire (2010) . En 2016, il a pris le rôle de Wong Jack Man dans le biopic de Bruce Lee Birth of the Dragon, produit par le cinéaste américain George Nolfi. Xia a rejoint Dayyan Eng, le réalisateurde Waiting Alone, dans le film de comédie fantastique Wished, qui est devenu l'un des titres chinois les plus rentables de la saison estivale 2017,.

## Filmographie
- 1994 : Yangguang Canlan de Rizi de Jiang Wen
- 2001 : Expédition panda en Chine de Robert M. Young
- 2006 : Le Voile des illusions de John Curran
- 2014 : Breakup Buddies de Ning Hao
- 2016 : La Naissance du dragon de Georges Nolfi
- 2023 : Creation of the Gods I: Kingdom of Storms : Shen Gongbao